# FC Krîvbas Krîvîi Rih
FC Krîvbas Krîvîi Rih (în ucraineană ФК «Кривбас» Кривий Ріг, în rusă ФК «Кривбасс» Кривой Рог) a fost un club de fotbal din orașul Krîvîi Rih, Ucraina. În iunie 2013 clubul a fost declarat falit și a fost exclus fin Premier Liha.

## Palmares
- Campionatul RSS Ucrainene (4):

- Prima Divizie Ucraineană (1): 1992

- Cupa Ucrainei

Finalist: 2000

## Jucători notabili
- Aleksandar Trišović
- Tony Alegbe

## Antrenori
- Myron Markevich (Jan 1996–iunie 96)
- Oleh Taran (iulie 1997–Sept 00)
- Hennadiy Lytovchenko (Sept 2000–Dec 01)
- Ihor Nadein (Jan 2002–Aug 02)
- Oleksandr Ishchenko (Aug 2002–iunie 03)
- Volodymyr Muntyan (iulie 2003–Dec 03)
- Oleksandr Kosevich (Jan 2004–Feb 07)
- Oleh Taran (Feb 2007–Dec 09)
- Yuriy Maksymov (Jan 2010–iunie 12)
- Vitaliy Kvartsyanyi (iunie 2012–iulie 12)
- Oleh Taran (iulie 2012–mai 13)